# Landschaftsschutzgebiet Heidenbach (Vietberg)

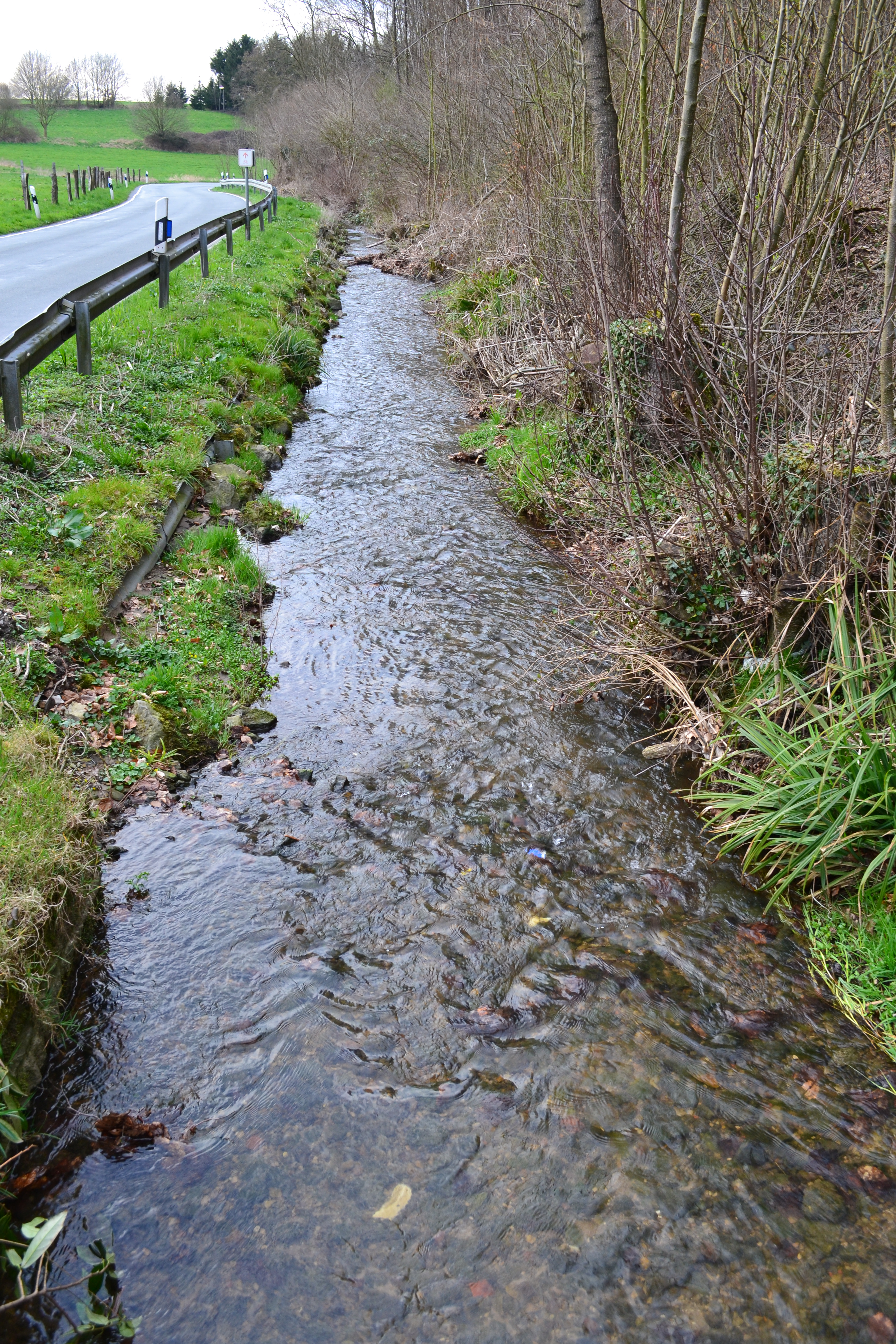
Landschaftsschutzgebiet Heidenbach (Vietberg) an der Hiddeser Straße

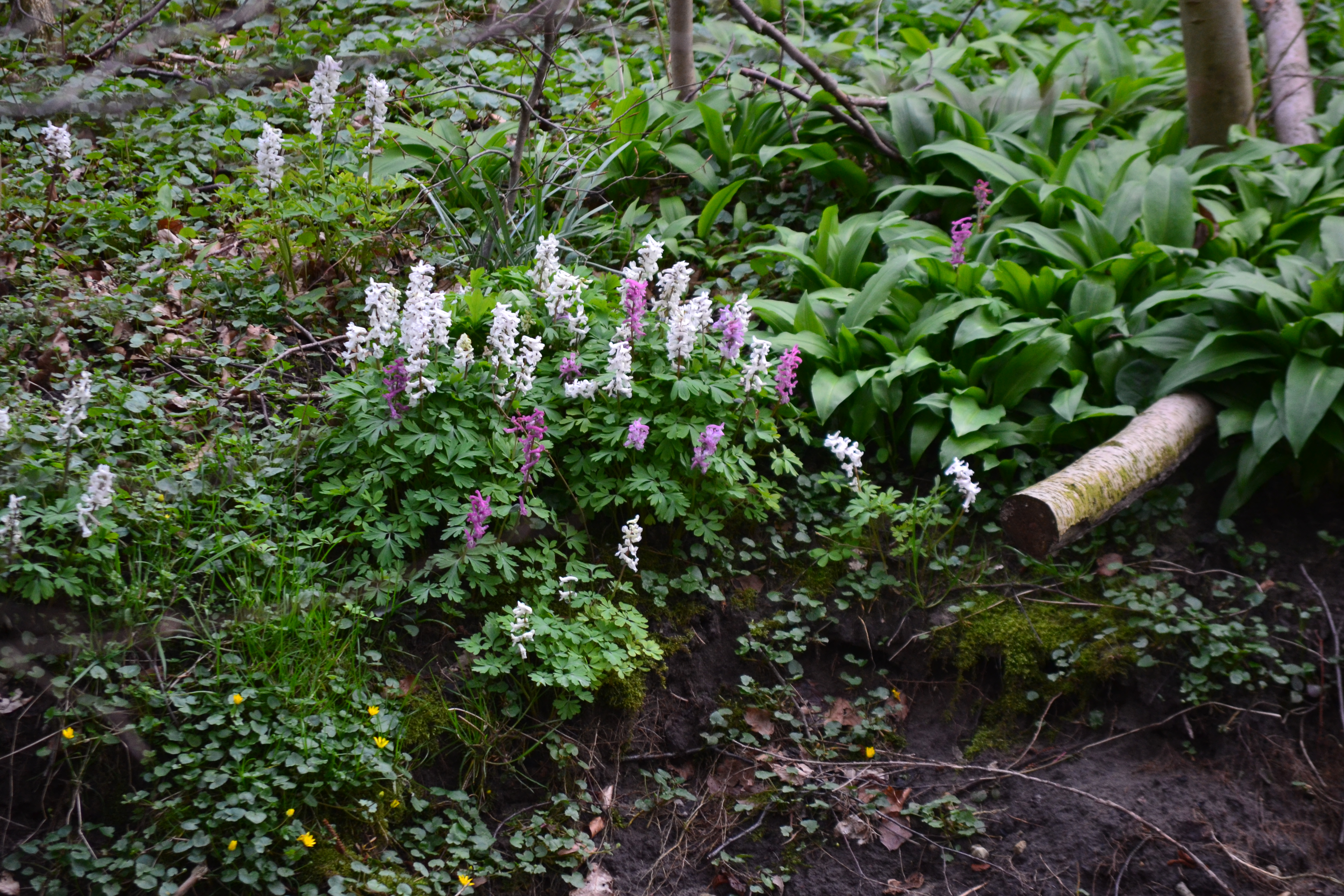
Blumen am Heidebach

Das Landschaftsschutzgebiet Heidenbach (Vietberg) mit etwa 16 ha Flächengröße liegt zwischen Hiddesen und Heidenoldendorf im Stadtgebiet von Detmold. Es wurde 2006 mit dem Landschaftsplan Detmold durch den Kreistag des Kreises Lippe als Landschaftsschutzgebiet (LSG) ausgewiesen. Das LSG grenzt im Norden und Süden an die Bebauung. Das Landschaftsschutzgebiet Biotopkomplex am Viethberg grenzt östlich direkt an. Weiter südlich am Heidenbach befindet sich das Landschaftsschutzgebiet Heidenbach (Heidental).

## Beschreibung
Das LSG umfasst das naturnahe Tal des Heidenbaches. Der Bachlauf ist im Abschnitt nördlich Hiddesen teilweise begradigt worden. Der nördliche Bach-Abschnitt hat Sand- und Kiesbänke sowie eine Steilwand auf. Der Heidenbach verläuft hier mäandrierend mit beiderseitigen Ufergehölzen. Der Heidenbach führt nur temporär Wasser.

## Schutzzwecke für das LSG
Laut Landschaftsplan erfolgte die Ausweisung des LSG
- „zur Erhaltung und Wiederherstellung der Leistungsfähigkeit des Naturhaushaltes in ökologisch besonders wertvoll strukturierten Bereichen mit Wasser-, Klima- und Biotopschutzfunktionen,“
- „zur Erhaltung und Wiederherstellung von Quellbereichen und naturnahen Fließgewässern, Wald- und Grünlandbereichen unterschiedlicher Feuchtestufen, Feldgehölzen, Hecken und Obstwiesen,“
- „zur Erhaltung morphologisch ausgeprägter Bereiche zur Sicherung der landschaftlichen Eigenart und Vielfalt für die Erholung,“
- „zur Erhaltung wertvoller Biotopkomplexe aus Wald-Grünlandbereichen, Fließgewässern und Quellen sowie Biotopen nach § 62 LG mit wichtigen Refugial-, Puffer-, Trittstein- und Vernetzungsfunktionen,“
- „zur Erhaltung und Wiederherstellung wichtiger Rückzugsräume für die bedrohte Tier- und Pflanzenwelt,“
- „zur Sicherung der das Orts- und Landschaftsbild gliedernden und belebenden und die dörflichen Siedlungsstrukturen prägenden Freiraumelemente.“[1]

## Rechtliche Vorschriften
Im Landschaftsschutzgebiet ist unter anderem das Errichten von Bauten und Fischteichen verboten. Grün- und Brachland darf nicht in eine andere Nutzungsart umgewandelt oder umgebrochen werden.